# Papianilla (moglie di Sidonio Apollinare)
Papianilla (fl. V secolo) è stata una nobile romana, imparentata con l'aristocrazia gallo-romana del V secolo.
Era la figlia di Avito e la sorella di Agricola e di Ecdicio Avito; era imparentata con l'omonima moglie del prefetto Tonanzio Ferreolo.
Prima dell'ascesa al trono imperiale di suo padre, avvenuta nel 455, Papianilla sposò il poeta, politico e aristocratico gallo-romano Gaio Sollio Sidonio Apollinare, dal quale ebbe quattro figli: Apollinare, Severiana, Roscia e Alcima.
Papianilla acquistò per il marito la proprietà conosciuta come Aviaticum in Alvernia. Suo marito donò l'argenteria della loro casa ai poveri, ma lei lo criticò e la riacquistò.